# 慈音
慈音（じおん、10月9日 - 本名：佐々木 智美）は、日本の女性元モデル、元東京パフォーマンスドールのメンバーで現在はバンドSkyLightのボーカリスト。
現在はフェイシャルの認定講師兼エステサロンKiraBelleを平塚紅谷町でオープン自主制作映画出演等多彩に活動している。

## 来歴・人物
神奈川県出身。身長168cm、血液型A型。5つ上の姉と異父兄弟が2人いる。1993年8月東京パフォーマンスドール第3期研修生として入団。1993年10月21日、ダンスサミットデビューを果たすが1994年2月退団。
同年の1994年オーディションを経てホリ・エージェンシーから本名の佐々木智美としてモデルデビュー。1995年7月には月刊誌おちゃっぴーの表紙を飾るなどモデル活動を行うも1997年に芸能界活動を引退。
その後結婚し1999年に娘を出産。2002年「SkyLight」というバンドを結成。慈音という芸名でバンドのボーカルを務める。
2008年4月松下監督による自主製作映画「徒雲」（あだぐも）の試写会にて上映されたCFサーモス株式会社山専ステンレスボトル「思いを継ぐもの」篇にボーカリストとして参加。
2015年、再婚。
2016年、第２子出産。
2017年kamuikという音楽事務所の代表。
バンドマンやソロアーティストを育てている。

## 出演

### 本・雑誌掲載
- 1994年11月：月刊誌「おちゃっぴー」（ファッションページ）
- 1995年7月：月刊誌「おちゃっぴー」（表紙）
- 1995年1月15日：「週刊ヤングジャンプ」
- 1996年8月：月刊誌「カメラマン」（撮影健康診断）

他多数

## テレビ
- 出没!アド街ック天国（1996年、テレビ東京） - 「街のコマーシャル制作のコーナー」に出演

## イベント

### 2004年
- 7月3日：平塚七夕祭り - よさこいチーム「YMD・祭り」の歌い手として参加
- 8月7日：第58回厚木あゆ祭り（神奈川県厚木市） - よさこいチーム「YMD・祭り」の歌い手として参加
- 8月28日：原宿スーパーよさこい祭り（東京都） - よさこいチーム「YMD・祭り」の歌い手として参加
- 8月29日：原宿よさこい祭り（東京都） - よさこいチーム「YMD・祭り」の歌い手として参加
- 10月16日：大田どうかん祭り（神奈川県伊勢原市） - よさこいチーム「YMD・祭り」の歌い手として参加

### 2005年
- 4月16日：川崎大師 - よさこいチーム「YMD・祭り」の歌い手として参加
- 平塚七夕祭り - よさこいチーム「YMD・祭り」の歌い手として参加
- 8月6日：第59回厚木鮎祭り（神奈川県厚木市） - よさこいチーム「YMD・祭り」の歌い手として参加
- 8月20日・21日：第27回ヨコハマカーニバルハマこい踊り炎舞2005 - よさこいチーム「YMD・祭り」の歌い手として参加
- 10月1日：第5回ISEHARAソーレ大会 - よさこいチーム「YMD・祭り」の歌い手として参加

### 2008年
- 自主製作映画「徒雲」特別試写会大田文化の森・多目的ホールにて映画の合間に上映されたCF サーモス株式会社山専ステンレスボトル「思いを継ぐもの」篇に唄声で出演。
  - 4月5日：同イベントにも参加

### 2010年
- 自主製作映画　｢夢衣・吉野家牛之丞一座｣特別試写会大田文化の森・多目的ホールに美崎映子役で出演
  - 10月30日：同イベントにも参加

### 2013年
- 自主製作映画　｢南足柄放送制作企画室｣特別試写会大田文化の森・多目的ホールに出演
  - 10月26日：同イベントにも参加

### 2014年
- 10月19日：大磯港で行われた大磯市にてボボ鉄平の歌う大磯町公認ご当地キャラクターいそべぇの公認曲「OH!いそべぇのいそべぇ体操」を娘と共に発表